# لوکا استاینفلد
لوکا استاینفلد (انگلیسی: Luca Steinfeldt؛ زادهٔ ۲۸ سپتامبر ۱۹۹۶) بازیکن فوتبال اهل آلمان است.
از باشگاه‌هایی که در آن بازی کرده‌است می‌توان به باشگاه فوتبال دویسبورگ اشاره کرد.